# (7097) Yatsuka
(7097) Yatsuka es un asteroide perteneciente al cinturón de asteroides, descubierto el 8 de octubre de 1993 por Hiroshi Abe y el también astrónomo Seidai Miyasaka desde Yatsuka, Japón.

## Designación y nombre
Designado provisionalmente como 1993 TF. Fue nombrado Yatsuka en homenaje a Yatsuka ciudad natal de Hiroshi Abe, localizada en la parte oriental de la prefectura de Shimane, conocida por su producción de ginseng y peonías.

## Características orbitales
Yatsuka está situado a una distancia media del Sol de 2,381 ua, pudiendo alejarse hasta 2,826 ua y acercarse hasta 1,935 ua. Su excentricidad es 0,187 y la inclinación orbital 1,766 grados. Emplea 1341,97 días en completar una órbita alrededor del Sol.

## Características físicas
La magnitud absoluta de Yatsuka es 13,7. Tiene 5 km de diámetro y su albedo se estima en 0,199.